# Couvent des Cordelières (Provins)

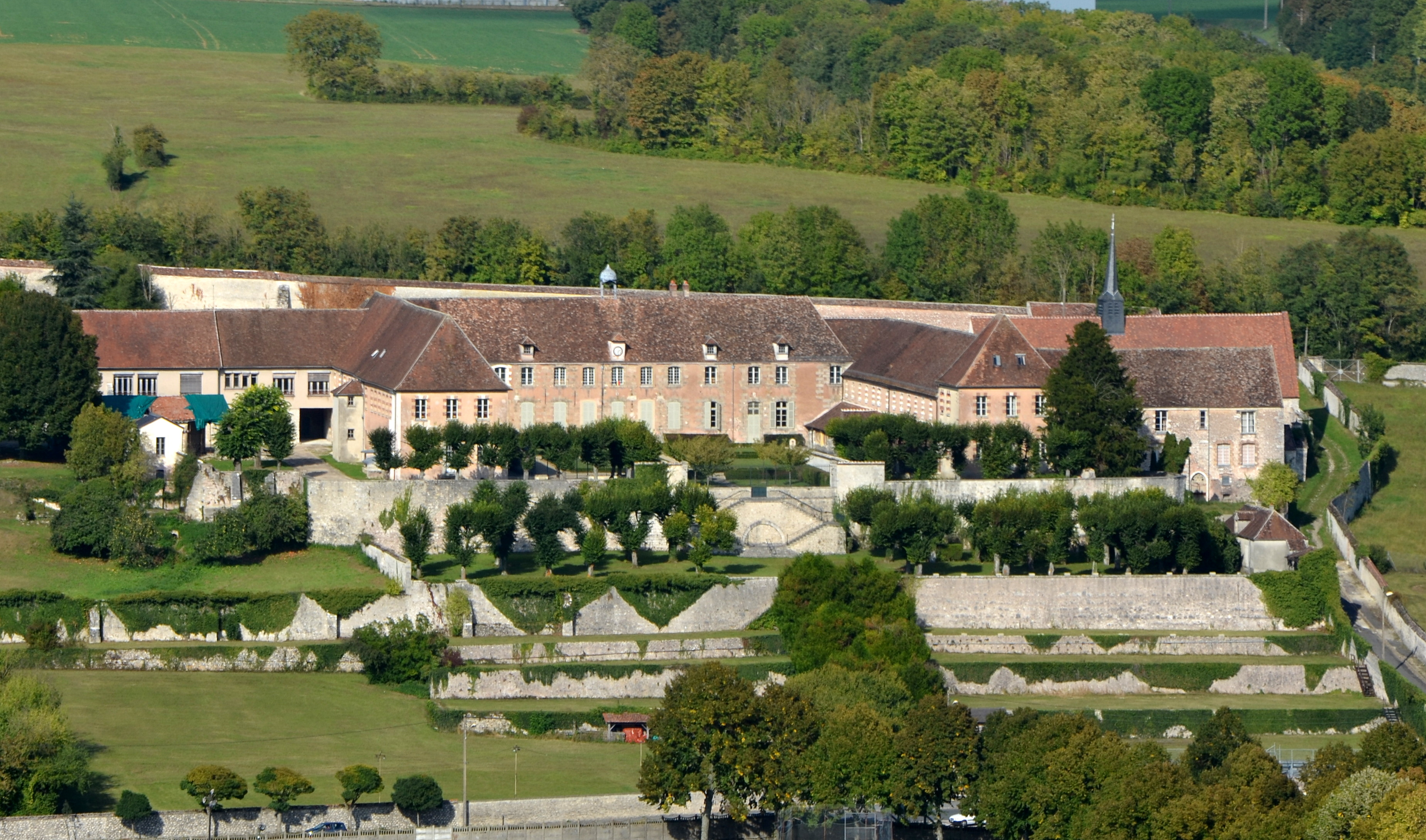
Couvent des Cordeliéres in Provins

Der Couvent des Cordelières du Mont-Sainte-Cathérine-lès-Provins, heute Teil der Gemeinde Provins (Département Seine-et-Marne, Frankreich), ist ein ehemaliges Klarissenkloster, das von 1248 bis zur Revolution bestand.

## Geschichte
Theobald IV., seit 1201 Graf von Champagne und als Theobald I. seit 1234 König von Navarra, gründete 1248 den Konvent auf einem Hügel nordöstlich der mittelalterlichen Stadt Provins  außerhalb der Stadtmauern gegenüber dem gräflichen Palast.
1253 wurde das Herz des Gründers in der Klosterkirche bestattet, sein Körper ruht in Pamplona. Auch sein Sohn Theobald II. von Navarra († 1270) und dessen Ehefrau Isabella von Frankreich († 1271), Tochter Ludwigs des Heiligen, ließen ihre Körper hier bestatten. Isabellas Herz wurde im Kloster Clairvaux beigesetzt, das Herz ihres Ehemanns ruht im Jakobinerkonvent in Provins. Da die Klosterkirche während des Hundertjährigen Kriegs verfiel, sind von den Gräbern heute keine Reste mehr erhalten.
Im Jahr 1749 wurde der Konvent auf Anordnung Ludwigs XV. zu einem Hospital umgewidmet. Als Konvent wurde die Einrichtung während der Revolution aufgelöst. Allerdings wurde das Herz Theobalds II. nach der Revolution in die aus dem 15. und 16. Jahrhundert stammende neue Klosterkirche überführt. Als Hospiz wurde die Anlage bis 1977 genutzt. Die Bibliothèque nationale de France erwarb die Gebäude, um ein Atelier zur Restaurierung von Presseerzeugnissen einzurichten. Heute befinden sich hier die Archive der Direction du patrimoine et des monuments nationaux (Denkmalschutz) sowie eine Tourismus-Fachschule.
Von den Konventsgebäuden bestehen noch der Kapitelsaal und der westliche Chorumgang. Der Kreuzgang des Konvents wurde 1846 als Monument historique klassifiziert, das gesamte Gebäude im Jahr 1960.